# Linea Rikuu est

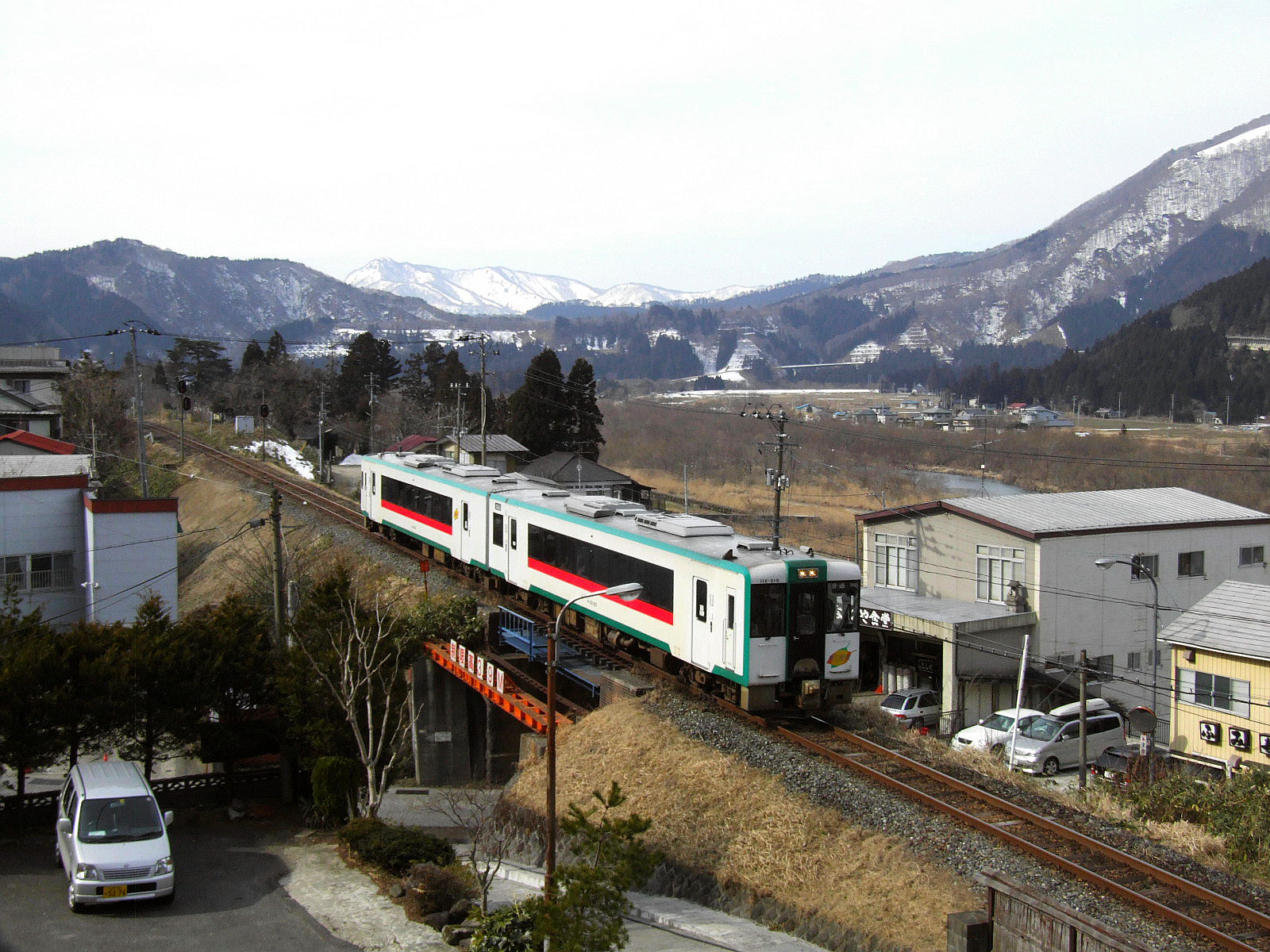
Autotreno della serie E110 in livrea Rikuu

La linea Rikuu est (陸羽東線?, Rikuu tō-sen) è una linea ferroviaria giapponese a carattere regionale gestita dalla JR East a scartamento ridotto che collega le stazioni di Kogota nella cittadina di Misato della prefettura di Miyagi con la Shinjō, nella città  omonima della prefettura di Yamagata. Il nome deriva dagli antichi nomi delle province di Mutsu (陸奥) e Dewa (出羽), che oggi la ferrovia collega. La linea è anche conosciuta con il soprannome di Oku no hosomichi bakemuri line (奥の細道湯けむりライン?), dal momento che attraversa i territori dell'Oku no Hosomichi celebrati dal poeta Matsuo Bashō.

## Servizi
La linea attraversa aree poco popolate ed è quindi caratterizzata dal solo servizio locale. Vengono tuttavia effettuati anche alcuni treni turistici irregolari, anche con materiale storico, come il Resort Minori e l'SL Yukemuri-gō, treno a vapore.

## Stazioni
| Stazione            | Giapponese | Distanza da Kogota | Collegamenti                                              | Posizione | Posizione              |
| ------------------- | ---------- | ------------------ | --------------------------------------------------------- | --------- | ---------------------- |
| Kogota              | 小牛田     | 0.0                | Linea principale Tōhoku Linea Ishinomaki                  | Misato    | Prefettura di Miyagi   |
| Kitaura             | 北浦       | 4.5                |                                                           | Misato    | Prefettura di Miyagi   |
| Rikuzen-Yachi       | 陸前谷地   | 6.6                |                                                           | Misato    | Prefettura di Miyagi   |
| Furukawa            | 古川       | 9.4                | Tōhoku Shinkansen                                         | Ōsaki     | Prefettura di Miyagi   |
| Tsukanome           | 塚目       | 12.1               |                                                           | Ōsaki     | Prefettura di Miyagi   |
| Nishi-Furukawa      | 西古川     | 15.9               |                                                           | Ōsaki     | Prefettura di Miyagi   |
| Higashi-Ōsaki       | 東大崎     | 19.1               |                                                           | Ōsaki     | Prefettura di Miyagi   |
| Nishi-Ōsaki         | 西大崎     | 21.9               |                                                           | Ōsaki     | Prefettura di Miyagi   |
| Iwadeyama           | 岩出山     | 24.8               |                                                           | Ōsaki     | Prefettura di Miyagi   |
| Yūbikan             | 有備館     | 25.8               |                                                           | Ōsaki     | Prefettura di Miyagi   |
| Kaminome            | 上野目     | 28.6               |                                                           | Ōsaki     | Prefettura di Miyagi   |
| Ikezuki             | 池月       | 32.4               |                                                           | Ōsaki     | Prefettura di Miyagi   |
| Kawatabi-Onsen      | 川渡温泉   | 38.8               |                                                           | Ōsaki     | Prefettura di Miyagi   |
| Naruko-Gotenyu      | 鳴子御殿湯 | 42.7               |                                                           | Ōsaki     | Prefettura di Miyagi   |
| Naruko-Onsen        | 鳴子温泉   | 44.9               |                                                           | Ōsaki     | Prefettura di Miyagi   |
| Nakayamadaira-Onsen | 中山平温泉 | 50.0               |                                                           | Ōsaki     | Prefettura di Miyagi   |
| Sakaida             | 境田       | 55.3               |                                                           | Mogami    | Prefettura di Yamagata |
| Akakura-Onsen       | 赤倉温泉   | 61.1               |                                                           | Mogami    | Prefettura di Yamagata |
| Tachikōji           | 立小路     | 62.8               |                                                           | Mogami    | Prefettura di Yamagata |
| Mogami              | 最上       | 65.6               |                                                           | Mogami    | Prefettura di Yamagata |
| Ōhori               | 大堀       | 69.5               |                                                           | Mogami    | Prefettura di Yamagata |
| Usugi               | 鵜杉       | 71.5               |                                                           | Mogami    | Prefettura di Yamagata |
| Semi-Onsen          | 瀬見温泉   | 75.0               |                                                           | Mogami    | Prefettura di Yamagata |
| Higashi-Nagasawa    | 東長沢     | 81.0               |                                                           | Funagata  | Prefettura di Yamagata |
| Nagasawa            | 長沢       | 82.8               |                                                           | Funagata  | Prefettura di Yamagata |
| Minami-Shinjō       | 南新庄     | 89.2               |                                                           | Shinjō    | Prefettura di Yamagata |
| Shinjō              | 新庄       | 94.1               | Yamagata Shinkansen Linea principale Ōu Linea Rikuu ovest | Shinjō    | Prefettura di Yamagata |

## Materiale rotabile
- Automotrice diesel KiHa serie 110